# Procaína
La procaína es un fármaco que bloquea la conducción nerviosa, previniendo el inicio y la propagación del impulso nervioso. Por esta característica se le confiere la capacidad de actuar como un anestésico local y generalmente es utilizada para combinarla con otros medicamentos.
Se introdujo en 1905, siendo el primer anestésico local sintético y es un aminoéster. Es también llamada novocaína.

## Usos
- Anestesia local en infiltración por dolor asociado a heridas, cirugías menores y quemaduras.
- Anestesia espinal (en la médula espinal o columna vertebral)
- Anestesia general (TIVA) como hipnótico, con buena estabilidad hemodinámica, combinada con opioides ya que produce analgesia incompleta.

## Forma de utilización
En España existen comercializadas formas de administración parenterales de procaína (inyección espinal o local).

## Dosis
La dosis adecuada de procaína puede ser diferente para cada paciente. Ésta depende de la patología que se desea tratar y de la técnica anestésica utilizada.
En Odontología 1 o 2 ml de PROCAÍNA SERRA 20 mg/ml solución inyectable.

## Precauciones a tener en cuenta
- La procaína debe administrarse con especial cuidado en caso de padecerse alguna de las siguientes enfermedades: epilepsia, enfermedades que afecten al corazón, al hígado o al riñón, hipertermia maligna, disminución del volumen de sangre, estados de shock, baja frecuencia cardíaca o bloqueo del corazón.
- Se recomienda evitar su administración sobre zonas inflamadas o infectadas.
- Antes de someterse a una intervención mediante anestesia local deberá avisar a su médico o dentista si padece enfermedades como la diabetes, hipertiroidismo, asma o alteraciones de la coagulación de la sangre.
- La procaína como anestésico local es una sustancia dopante ya que inhibe el dolor, no se pueden usar durante la competición, pero su uso es permitido con previa información a los respectivos comités antidopajes. La procaína no se encuentra en la lista de sustancias prohibidas para el año 2013 de la agencia mundial antidopaje.

## Contraindicaciones
La procaína no debe utilizarse:
- En caso de alergia a procaína, clorprocaína, tetracaína, benzocaína, ácido paraaminobenzoico o parabenes. Si experimenta algún tipo de reacción alérgica deje de tomar el medicamento y avise a su médico o farmacéutico inmediatamente.

## Interacciones con otros medicamentos
Algunos medicamentos que interaccionan con la procaína son los siguientes: sulfamidas (sulfadiazina, sulfametoxazol), heparina, antiinflamatorios no esteroideos (ibuprofeno, indometacina), digoxina, betabloqueantes (propanolol, labetalol), haloperidol, antidepresivos (amitriptilina, maprotilina), barbitúricos (fenobarbital) y otros anestésicos locales (bupivacaína, tetracaína) o analgésicos opiáceos (morfina, fentanilo).
Informe a su médico o farmacéutico de cualquier otro medicamento que esté tomando.

## Efectos adversos
Los efectos adversos de ese medicamento son, en general, poco frecuentes, pero pueden ser importantes. La procaína puede producir agitación, mareos, visión borrosa, náuseas, vómitos y temblores.
La procaína también puede producir otros efectos adversos. Consulte a su médico si advierte algo anormal.

## Uso durante el embarazo o la lactancia
No se han realizado estudios adecuados sobre la administración de procaína en mujeres embarazadas. Consulte a su médico si puede recibir este medicamento durante el embarazo o en el parto.
No se conoce si la procaína pasa a la leche materna en cantidades significativas ni el efecto que podría tener en el lactante. Consulte a su médico si puede recibir este medicamento durante la lactancia.

## Otras informaciones importantes
- Se necesita una receta médica para adquirir esta droga.
- Modo de conservación: mantener el medicamento en un lugar fresco, sin humedad, lejos de fuentes de calor y luz directa.

## Síntesis

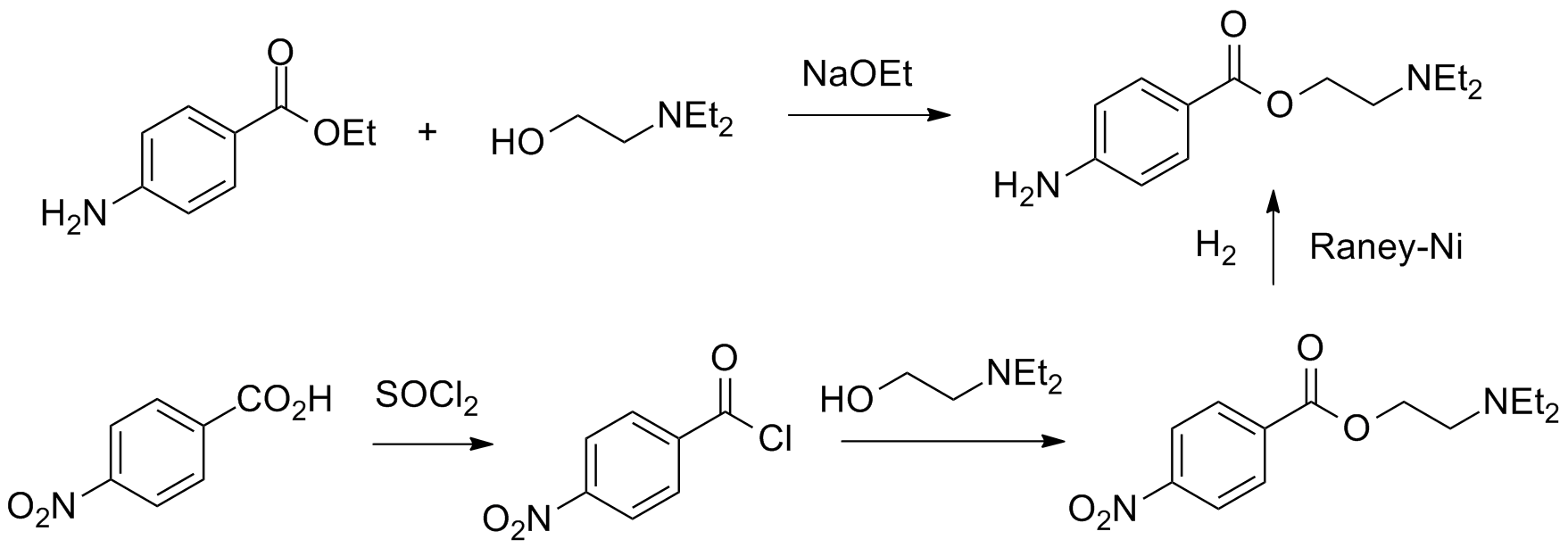
Síntesis esquemática de la producción de procaína.

La procaína (o novocaína) se sintetiza de dos maneras: la primera es mediante la reacción directa del éster etílico del ácido 4-aminobenzoico con 2-diethylaminoetanol en presencia de etóxido de sodio. La segunda forma implica la reacción del ácido 4-nitrobenzoico con cloruro de tionilo, con lo que se obtiene el cloruro del ácido, que luego se esterifica con N,N-diethylaminoetanol. La reducción posterior del grupo nitro en un grupo amino tiene lugar en presencia de níquel Raney.